# ماهايانا

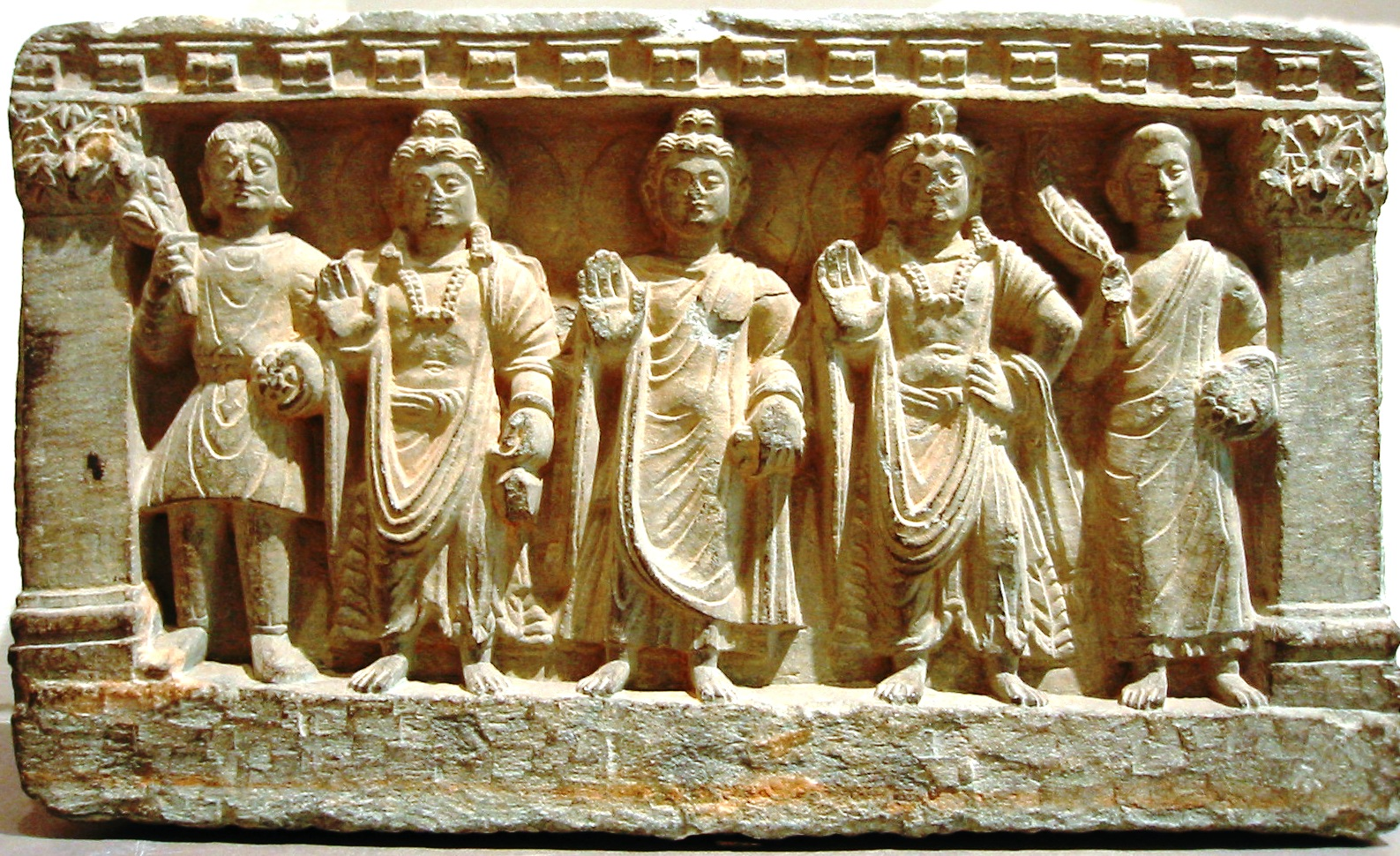
ماهايانا

مهايانا (Mahayana) (بالسنسكريتية: المركبة الكبرى) أحد المذهبين الرئيسيين المتفرعين من الديانة البوذية. ينتشر مذهب ماهايانا غالباً في دول شرق آسيا مثل الصين، وكوريا الشمالية، وكوريا الجنوبية، واليابان، ومنغوليا، وفيتنام، وأقطار مرتفعات الهمالايا مثل التبت، والنيبال، وبوتان، وأقطار روسيا مثل توفا، وبورياتيا، وقلميقيا. يهدف إلى خلاص جميع الكائنات الحاسة. يتميز بالتعقيد وبالتوحيد والتأكيد على روح الجماعة. سمي بالعربة الكبرى لأنه يساعد عدداً أكبر من الكائنات الحية.
تشير «الماهايانا» أيضًا إلى طريقة البوذيساتفا، وهو يطلب التنوّر الكامل من أجل نفع الكائنات الحاسة، وتسمى لذلك أيضًا «بوذيساتفايانا» أو «مركبة البوذيساتفا». يُسمّى البوذيساتفا الذي حقق هذا الهدف «سامياكسامبوذا» أي «البوذا كامل النور». يمكن للسامياكسامبوذا أن يؤسس الدارما ويقود تلاميذه إلى التنوير. يعلّم بوذيّو الماهايانا أن التنوير يمكن أن يتحصّل بحياة واحدة، وأن هذا يمكن أن يحققه حتى الإنسان العادي.
تقليد الماهايانا اليوم هو أكبر تقاليد البوذية الموجودة، فأتباعه 53%، أما أتباع الثيرافادا فهم 36% وأما أتباع الفاجرايانا فهم 6%، هذا في 2010.
على مدى التاريخ، انتشرت الماهايانا من الهند إلى بلدان أخرى في الجنوب والشرق مثل بنغلادش، ونيبال، وبوتان، والصين، وتايوان، ومنغوليا، وكوريا، واليابان، وفيتنام، وأندونيسيا، وماليزيا، وسنغافورة. انتشرت البوذية الماهايانية إلى بلدان جنوبية وجنوبية شرقية آسيوية أخرى، مثل أفغانستان، وتايلند، وكمبوديا، ولاوس، وجزر المالديف، وباكستان، وسريلانكا، وبورما، وإيران، وبلدان وسط آسيا، قبل أن يحل محلها البوذية الثيرافادية أو الإسلام أو أديان أخرى.
ازدهرت مراكز دراسة الماهايانا مثل نالاندا في الحقبة الأخيرة للبوذية في الهند، بين القرنين السابع والثاني عشر. أكبر تقاليد بوذية الماهايانا اليوم هي بوذية تشان، وسيون الكوري، والزن الياباني، وبوذية الأرض الطاهرة، وبوذية نيتشيرن، والبوذية الفيتنامية. وقد تتضمّن أيضًا تقاليد الفاجرايانا مثل بوذية التيانتاي، والتنداي، والشنغون، والبوذية التبتية، وهي تضيف تعاليم «قصريّة» على تقليد الماهايانا.

## أصل الكلمة

### السنسكريتية الأصلية
ذكر جان ناتيير أن المصطلح ماهايانا (المركبة الكبرى) كان في الأصل مرادفًا تشريفيًا للبوذيساتفايانا (مركبة البوذيساتفا)، وهي مركبة البوذيساتفا الذي يطلب البوذيّة (أي أن يصبح بوذا) من أجل فائدة كل الكائنات الحاسّة. فمصطلح الماهايانا (الذي كان من قبل مستخدمًا لقبًا للبوذية نفسها) إذن كان متَّخذًا منذ العهود الأولى ليدل على طريق البوذيساتفات وتعاليمهم. ولما كانت كلمة الماهايانا اسمًا تشريفيًا للبوذيساتفايانا، فإن تبنّي مصطلح الماهايانا وتطبيقه على البوذيساتفايانا لا يمثل نقطة تحول قيّمة في تطور التقليد الماهاياني.
تستعمل النصوص الماهايانية الأولى، مثل اللوتس سوترا، مصطلح الماهايانا مرادفًا للبوذيساتفايانا، ولكن مصطلح هينايانا نادر نسبيًا في المصادر الأولى. إن الانقسام المفترَض بين الماهايانا والهينايانا قد يكون خادعًا، إذ إن المصطلحين لم يتشكلا بعلاقة بينهما في العصر نفسه.
من أوائل الإشارات وأهمها إلى الماهايانا الإشارات الواردة في اللونس سوترا (في السنسكريتية: سادارما بنداريكا سوترا) وهي ترجع إلى فترة بين القرن الأول قبل الميلاد والقرن الأول بعده. اقترح سيشي كاراشيما أن المصطلح الذي استعُمل أول مرة في نسخة غانداري براكريت من اللوتس سوترا ليس الماهايانا، بل الكلمة البراكريتية ماهاجانا وتعني الماهاجنانا (المعرفة العظيمة). في فترة لاحقة، انقلبت الكلمة البراكريتية إلى السنسكريتية، هذه الماهاجانا انقلبت إلى الماهايانا لمكان القرب الصوتي بينهما، وربما كان ذلك بسبب أن الكلمة كانت تحمل معنيين في حكاية البيت المحترق الشهيرة، وهي تتحدث عن ثلاثة مراكب أو عربات (في السنسكريتية: يانا).

### الترجمة الصينية
تدعى الماهايانا في الصينية داشنغ (大乘) وهي ترجمة اقتراضية لـ: ماها (العظيمة) (大) يانا (المركبة) (乘). وتوجد في الصينية أيضًا ترجمة صوتية (نقحرة) 摩诃衍那.
ظهر المصطلح في بعض أوائل نصوص الماهايانا، ومنها ترجمة الإمبراطور لينغ الهانيّ (وهو ليو هونغ) للوتس سوترا.ظهر المصطلح أيضًا في نصوص الآغاما. لا تظهر مصطلحات 大乘 أو حتى 小乘 في القانون الباليّ للمدرسة الثيرافادية.
يعتقد بعض الباحثين أن التعريف مختلف عن الشروح الشائعة في الأجيال اللاحقة. عندما كانت النصوص البوذية تُترجم إلى الصينية، كانت البوذية الماهانية موجودة مع مدارس أخرى في الهند. بدأ شيوع الماهايانا مع انتشار البوذية الهانيّة.بعد مقارنة مع السوترات الباليّة، يقول بعض الباحثين مثل يِن شُن إن الكلمة 大乘 أُضِيفت أثناء الترجمة إلى الصينية.

## تاريخ

### النقوش المبكرة
وُجد أول نقش يحوي عبارة ماهايانا مقروءة وإشارة إلى البوذا أميتابا في شبه القارة الهندية في ماثورا، وأُرِّخ إلى نحو 180 للميلاد. بقايا تمثال لبوذا نُقِش عليه بالبراهمية: «صُنِع في سنة 28 من عهد الملك هوفيسكا، للمُبارَك البوذا أميتابا». هناك أيضًا بعض الأدلة على أن الإمبراطور هوفيسكا نفسه كان متبعًا للبوذية الماهايانية، وتوجد شظية من مخطوطة سنسكريتية في مجموعة سكوين تصف هوفيسكا بأنه «مضى قُدمًا في الماهايانا (المركبة العظيمة)». تندر الأدلة على الاسم ماهايانا في النقوش الهندية القديمة قبل القرن الخامس بالمقارنة مع كثرة الكتابات الماهايانية المكتوبة في آسيا الوسطى والصين في ذلك الوقت.

### النمو
بقيت الحركة -أو الحركات- الماهايانية هادئة حتى تأسست في القرن الخامس، ولم توجد لها إلا نصوص قليلة قبل ذلك (تأتي الاستثناءات من مدينة باميان). وفقًا لوالسر، «يبدو أن القرنين الخامس والسادس هما الخط الفاصل الذي بدأ معه إنتاج النصوص الدينية الماهايانية». كذلك فإن الدليل النقشيّ لم يظهر إلا في القرن الرابع والخامس نوعًا من الدعم والشيوع للماهايانا، بما فيه الدعم الملكي في مملكة شان شان وفي باميان وماثورا. ومع ذلك، فإن النقوش التي تستخدم كلمة ماهايانا حتى بعد القرن الخامس نقوش صغيرة جدًا، وهي رهبانيّة أساسًا، لا للناس العاديين. في ذلك الوقت، كان الحجاج الصينيون، مثل فاكسيان، وييجنغ، وتشوانزانغ، يسافرون إلى الهند، وكانت نصوصهم تشرح الأديِرة التي يصنفونها كـ«ماهايانا»، والأديرة التي يعيش فيها نُسّاك الماهايانا والنسّاك غير الماهايانيين.
بعد القرن الخامس، نمت البوذية الماهايانية ومعاهدها شيئًا فشيئًا. أصبحت بعض المعاهد الأكثر تأثيرًا جامعات رهبانية كبيرة مثل نالاندا (التي أسسها في القرن الخامس الميلادي إمبراطور جوبتا، كوماراجوبتا الأول) وفيكراماشيلا (أسست في حكم دارمابالا في نحو عام 783 إلى 820)، وكانت هاتان المؤسستان مركزَين لفروع متعددة من الدراسة، منها الفلسفة الماهايانية. أصبح مركز نالاندا في النهاية أكبر المراكز البوذية وأشدها تأثيرًا في الهند لقرون. ومع ذلك، فكما أشار بول ويليامز «يبدو أن أقل من نصف النسّاك الذين التقوا شوانزانغ (هسوسان-تسانغ، نحو 600 إلى 664) في زيارته إلى الهند كانوا ماهانيين».
تطوّرت الماهايانا الهندية في مدارس فكرية متنوعة، منها: الماذياماكا، واليوغاكارا، والطبيعة البوذية (تاثاغاتاغاربا) والمنطق البوذي، وهو آخر المدارس وأحدثها. ومع الوقت، بلغت النصوص والفلسفة الماهايانية آسيا الوسطى والصين بالطرق التجارية، ثم انتشرت إلى شرق آسيا. كانت التقاليد الهندية الفلسفية أحيانًا تتجذّر مباشرة، كما في حالة مدرستي يوغاكارا وماذيماكا في شرق آسيا. بعد ذلك، طرأت تطورات جديدة على الماهايانا الصينية قادت إلى مدارس صينية جديدة كالتيانتاي والهواين والتشان (الزن).
ما تزال أشكال الماهايانا القائمة على عقائد سوترات براجناباراميتا، وسوترات الطبيعة البوذية، وسوترة اللوتس، وتعاليم الأرض الطاهرة، شائعةً في بوذية شرق آسيا، الذي تنتشر فيه فروع الماهايانا انتشارًا كبيرًا. لاحظ بول ويليامز أنه في هذا التقليد في الشرق الأقصى، كانت الأولوية تعطى دائمًا لدراسة سوترات الماهايانا.

### تطوّرات لاحقة
بدأت حركة أخرى تتطور تحت الإمبراطوريتين غوبتا وبالا، وتأسست هذه الحركة على العقيدة الماهايانية السابقة وعلى أفكار أخرى جديدة، وعُرِفت بأسماء عديدة منها الفاجرايانا والمانترايانا والبوذية التانترية. ربما ساعد في تشكيل هذه الحركة يوغيّون متجولون تانتريون يُدعَون الماهاسيذات، طوّرت الحركة معهم شعائر تانترية جديدة ونشرت نصوصًا جديدة سُمِّيت التانترات البوذية. ثم انتشر هذا الشكل الجديد من البوذي شمالًا إلى التبت وشرقًا إلى الصين.
تطورت طبقات عديدة من الأدب الفاجراياني نتيجة لدعم البلاط الملكي البوذية والشيفاوية. تذكر المانيوسريمولاكلبا، التي صُنّفت لاحقًا تحت الكرياتانترا، أن المانترات التي تُدرَس في شيفا وغارودا وفايشنافا ستكون فعالة إذا طبّقها البوذيون، ما دامت كلها قد علّمها بالأصل مانجوشري. يصف كتاب غوهياسيذي بادمافاجرا، وهو عمل مرتبط بتقليد الغوهياساماجا، التصرّف مثل شيفا غورو والأعضاء المؤسسين في نصوص سيفا سيذانتا والماندالات. تبنّت نصوص تانترات السامفارا قائمة بيثا من النص الشيفاوي تانتراسابيفا، مقدّمة خطأ نسخيًا تحوّل فيه إله إلى مكان.

## العقيدة
لا يمكن أن يقال عن البوذية الماهايانية بيقين إلا أشياء قليلة، لا سيما صيغتها الهندية المبكرة، إلا أن البوذية الممارَسة في الصين وإندونيسيا وفيتنام وكوريا الشمالية وكوريا الجنوبية والتبت ومنغوليا واليابان هي بوذية الماهايانا. يمكن وصف الماهايانا بأنها وصف فضفاض يحوي مجموعة كبيرة من التعاليم التي لها عقائد كبيرة وممتدة يمكن أن تُجمع في وقت واحد معًا.
تشكّل الماهايانا مجموعة شاملة من التقاليد تتصف بالكثرة وتبنّي سوترات ماهايانية جديدة بالإضافة إلى الآغامات القديمة. ترى الماهايانا نفسها أنها متصلة بشكل أعمق بالدارما البوذية. من تفاسير الماهاياناسامراها، تفسير اسمه فيفرتاغوهيارثابندافياخيا، يقدّم تصنيفًا للتعاليم وفقًا لقدرات الجماهير:
تكون الدارما شريفة أو وضيعة حسب درجات التلاميذ. فالوضيعة مثلا تُعلَّم لتجار الترابوسا والباليكا لأنهم أناس عاديون، أما الوسيطة فتُعلَّم لمجموعة من خمسة أفراد وصلوا إلى مرتبة القدّيسية، والبراجينياباراميتات الثُمانيّة تُعلَّم للبوذيساتفات، وهي شريفة في إنهائها الأشكال المصوّرة في مفاهيم.
في سوترات الماهايانا أيضًا اتجاه إلى اعتبار الالتزام بهذه السوترات مفيدًا روحيًا أكثر من الفائدة الموجودة في اتباع المسالك غير الماهايانية إلى الدارما. ومن ثمّ تدّعي سوترة سريمالاديفي سيمانادا أن البوذا قال إن الإخلاص للماهايانا أشرف في جوهره وفضائله من اتباع سُبل السرافاكا أو البراتيكابوذا.